# Prawo jazdy

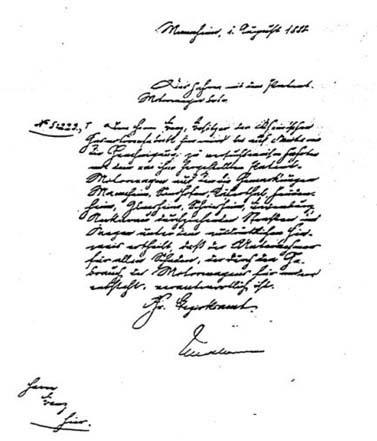
Pierwsze na świecie prawo jazdy należące do Karla Benza

Prawo jazdy – dokument wydany przez odpowiednie organy państwowe, regionalne lub samorządowe, potwierdzający uprawnienia jego posiadacza do prowadzenia pojazdów silnikowych na drogach publicznych.

## Historia

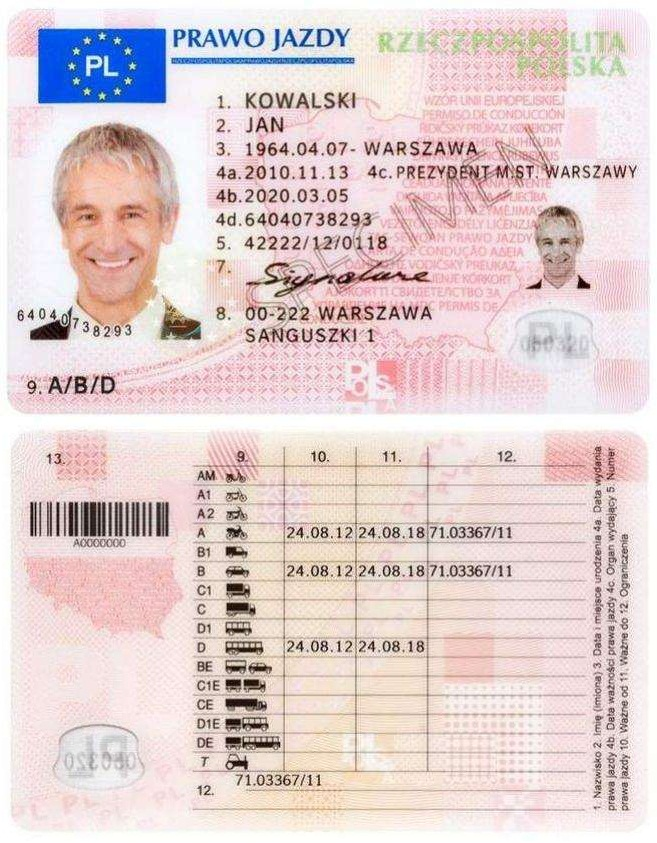
Prawo jazdy według standardu UE po 19 stycznia 2013, uwzględniające kategorie AM i A2. Wzór wykonany przez Ministerstwo Transportu

Pierwszym „prawem jazdy” był dokument wystawiony dla Karla Benza w 1888 roku.
W związku ze skargami mieszkańców Mannheim na hałas i zapach, jaki roztaczał jego Motorwagen, otrzymał on pisemne zezwolenie od Wielkiego Księcia Badenii na używanie swego pojazdu na drogach publicznych.
Pierwsze powszechne prawo jazdy wprowadziła brytyjska ustawa o pojazdach silnikowych w 1903. Każdy pojazd musiał być zarejestrowany w lokalnym urzędzie, a kierowca musiał udowodnić, że potrafi się nim poruszać. Kierowca musiał mieć przynajmniej 17 lat. Prawo jazdy dawało posiadaczowi 'wolność drogi', czyli możliwość poruszania się do 20 mph (32 km/h). Obowiązkowe prawo jazdy wprowadzono tam w 1934 w ustawie o ruchu drogowym.

## Unijne prawo jazdy

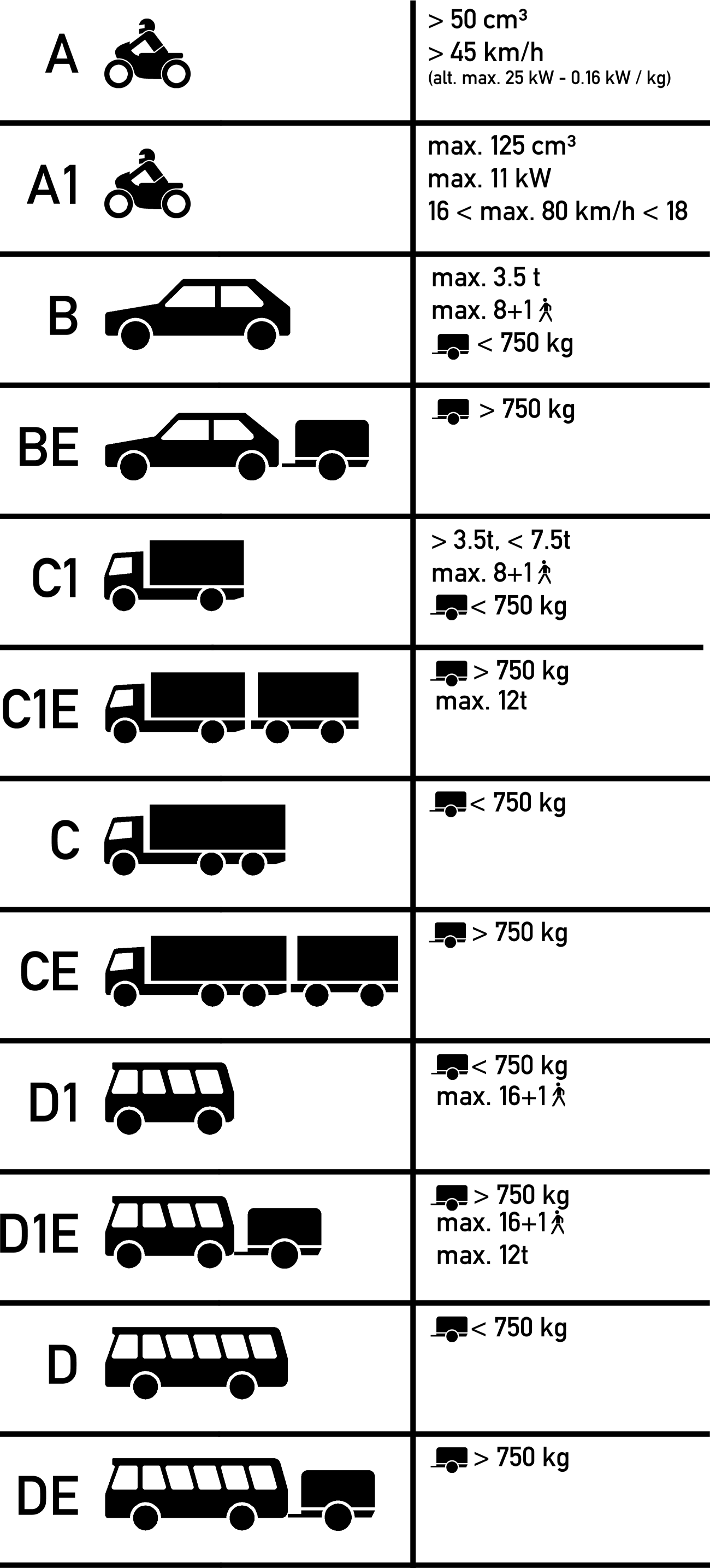
Kategorie prawa jazdy w UE

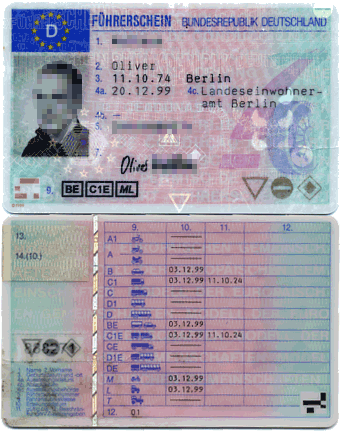
Unijne prawo jazdy, wersja niemiecka
przód
1. Nazwisko
2. Imię/imiona
3. Data i miejsce urodzenia
4a Data wydania prawa jazdy
4b. Ważność prawa jazdy
4c. Organ wydający prawo jazdy
5. Numer prawa jazdy
7. Podpis właściciela
9. Kategoria/kategorie prawa jazdy
tył
9. Kategorie
10. Data wydania kategorii
11. Data ważności kategorii
12. Zastrzeżenia (numer)
13. Ograniczenia

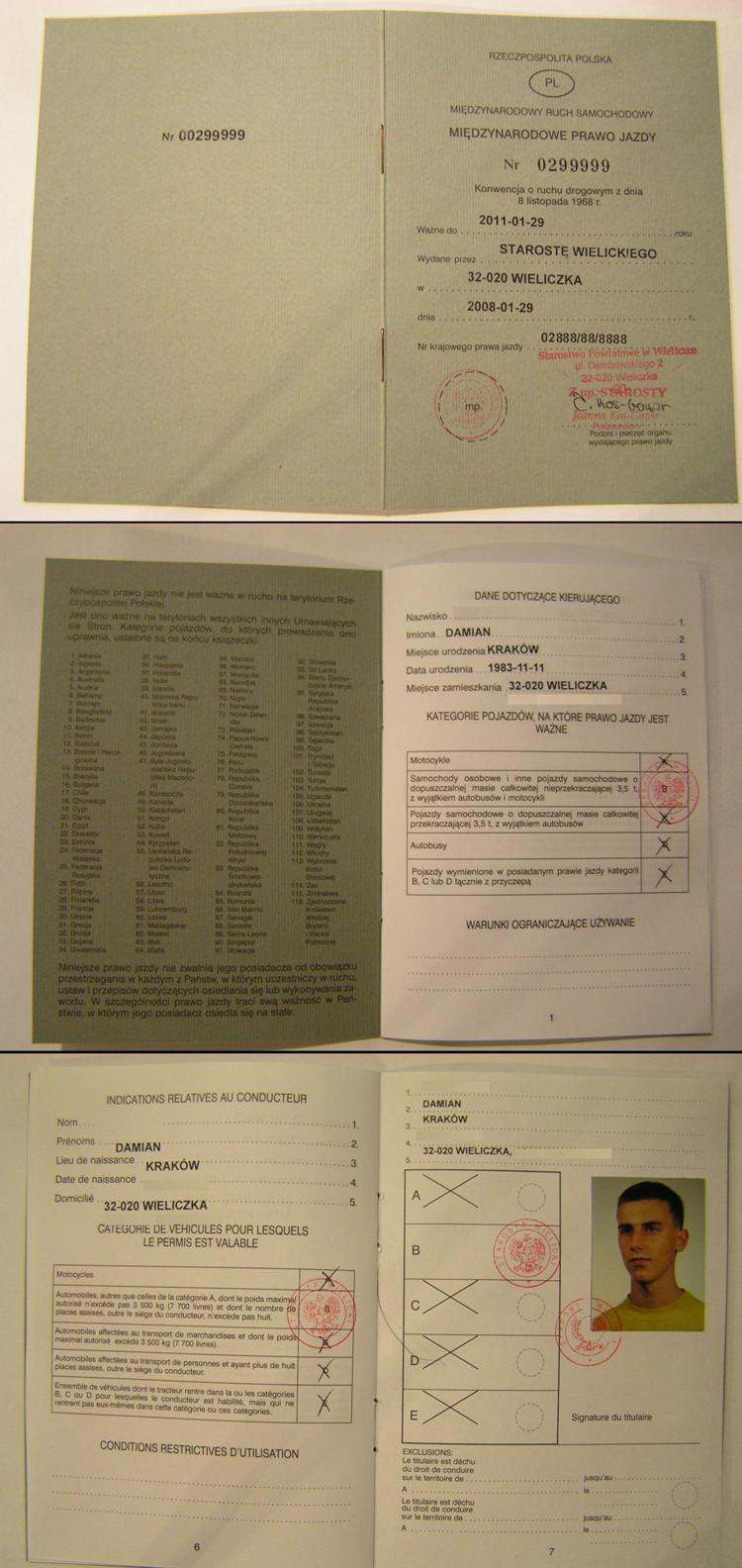
Międzynarodowe prawo jazdy wydawane w Polsce w 2008 r.

W 2006 roku Parlament Europejski przyjął dyrektywę 2006/126/EEC ustanawiającą jednolity wzór prawa jazdy we wszystkich państwach członkowskich. W Polsce nowe prawo jazdy wprowadziła ustawa z 5 stycznia 2011 r. o kierujących pojazdami.
Wydawane od stycznia 2013 prawa jazdy mają maksymalny okres ważności 15 lat, podczas gdy w większości krajów członkowskich okres ten wynosi jedynie 10 lat. Dokumenty wydane przed 19 stycznia 2013 roku zachowują ważność do 2033 roku. Wymiana dokumentu w związku z upływem terminu ważności nie wiąże się z koniecznością ponownego nabywania uprawnień do kierowania pojazdami.
Wydawane od 4 marca 2019 prawa jazdy w Polsce pozbawione są adresu zamieszkania. Zmiana ma na celu ujednolicenie posiadanych dokumentów – prawa jazdy i dowodu osobistego. Ponadto brak adresu na prawie jazdy to brak konieczności wymiany tego dokumentu po przeprowadzce. Zmiana nie powoduje konieczności wymiany dotychczasowych ważnych praw jazdy. Dokumenty wydane po 4 marca 2019 będą według nowego wzoru.
Prawa jazdy używane przez kierowców, będących mieszkańcami państw stowarzyszonych w Unii Europejskiej, mają standardowy wygląd i zawierają standardowe informacje o kierowcy, wspólne dla wszystkich krajów, opracowane w 1998. Odstępstwa od tej ogólnej zasady dotyczą drobnych elementów tego dokumentu. Polskie prawa jazdy wydawane od końca lat 90. spełniają te standardy.
Prawo jazdy jest zatopione w przezroczystym plastiku, kształtu i rozmiarów karty kredytowej (85,6 × 53,98 mm (standard ID-1 ISO/IEC 7810)), utrudniającym podrabianie lub przerabianie oraz zapobiegającym przedwczesnemu zniszczeniu.

### Kategorie dodatkowe
- kat. BTP – odpowiednik zezwolenia na kierowanie pojazdem uprzywilejowanym, w Polsce dodatkowo wymagane posiadanie prawa jazdy kat. A, B, C lub D;
- kat. AM – uprawniająca do prowadzenia motoroweru bądź pojazdu czterokołowego lekkiego; Wymagane ukończone 13 lat i 9 miesięcy;
- kat. G – uprawniająca do prowadzenia walca drogowego, w Polsce wymagane prawo jazdy kat. T lub B i książeczka operatora IMBiGS;
- kat. H – uprawniająca do prowadzenia pojazdu gąsienicowego, w Polsce wymagane prawo jazdy kat. T lub B i książeczka operatora IMBiGS;
- kat. L – uprawniająca do prowadzenia pojazdu wolnobieżnego, w Polsce wymagane prawo jazdy kat. T lub B i książeczka operatora IMBiGS lub zaświadczenie kwalifikacyjne UDT albo zaświadczenie eksploatacyjne Centrum Doradztwa Rolniczego – CDR;
- kat. S – uprawniająca do prowadzenia skutera śnieżnego, w Polsce do prowadzenia skuterów śnieżnych nie są wymagane uprawnienia
- kat. TAXI – odpowiednik licencji na wykonywanie transportu drogowego taksówką, w Polsce dodatkowo wymagane posiadanie prawa jazdy kat. B;
- kat. TB – uprawniająca do prowadzenia trolejbusu, w Polsce wymagane prawo jazdy kat. D i dodatkowo posiadanie świadectwa kwalifikacji na przewóz osób;
- kat. TV – odpowiednik pozwolenia na kierowanie tramwajem.
- w ciągu jedenastu miesięcy od wejścia w życie przepisów modyfikujących wzór prawa jazdy, Polska Wytwórnia Papierów Wartościowych S.A. wyprodukowała i spersonalizowała ponad milion sztuk tych dokumentów. Od 1999 roku mury PWPW S.A. opuściło łącznie 25 mln praw jazdy.

## Galeria

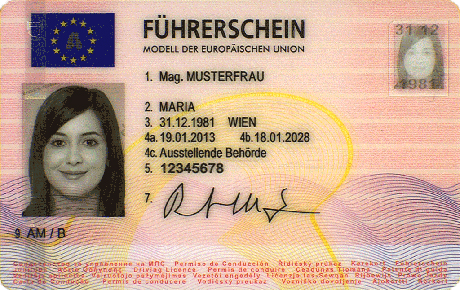
Austria (przód)
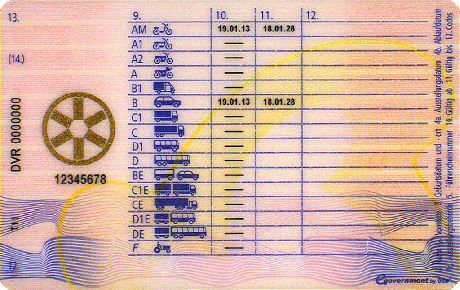
Austria (tył)
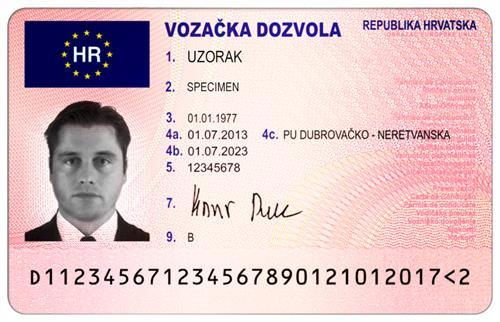
Chorwacja (przód)
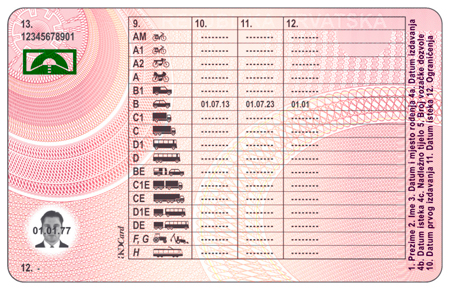
Chorwacja (tył)
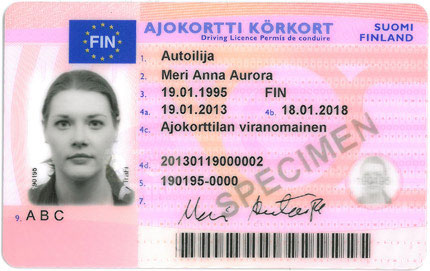
Finlandia (przód)
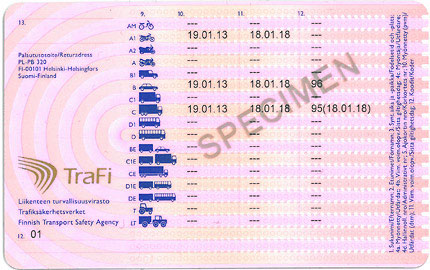
Finlandia (tył)
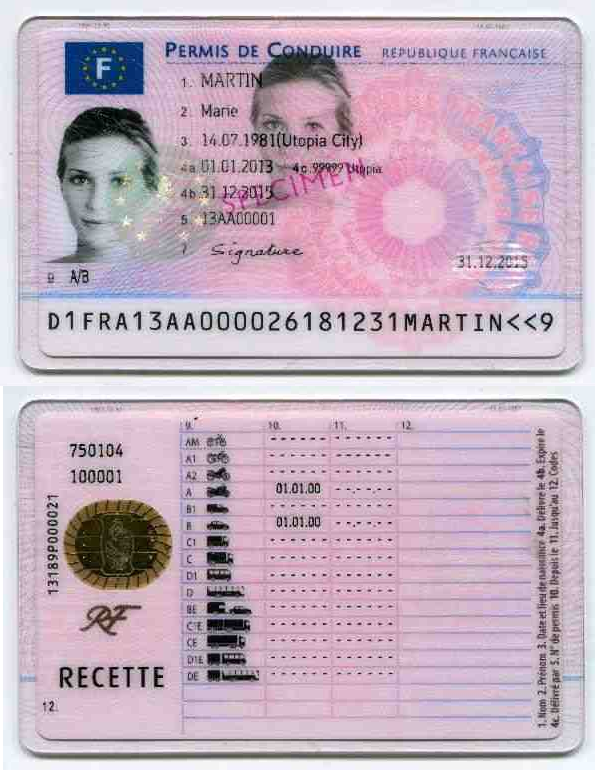
Francja
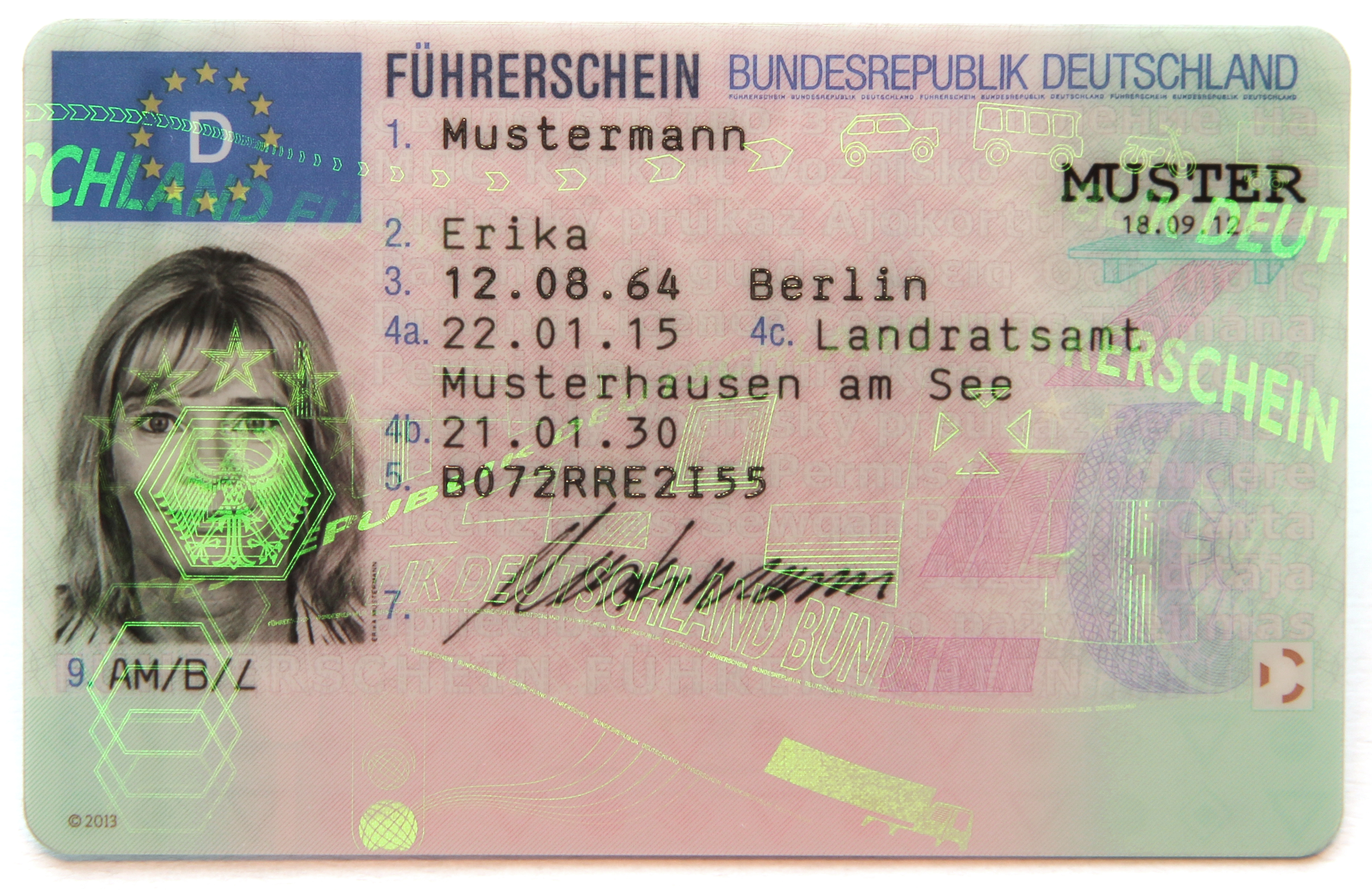
Niemcy (przód)
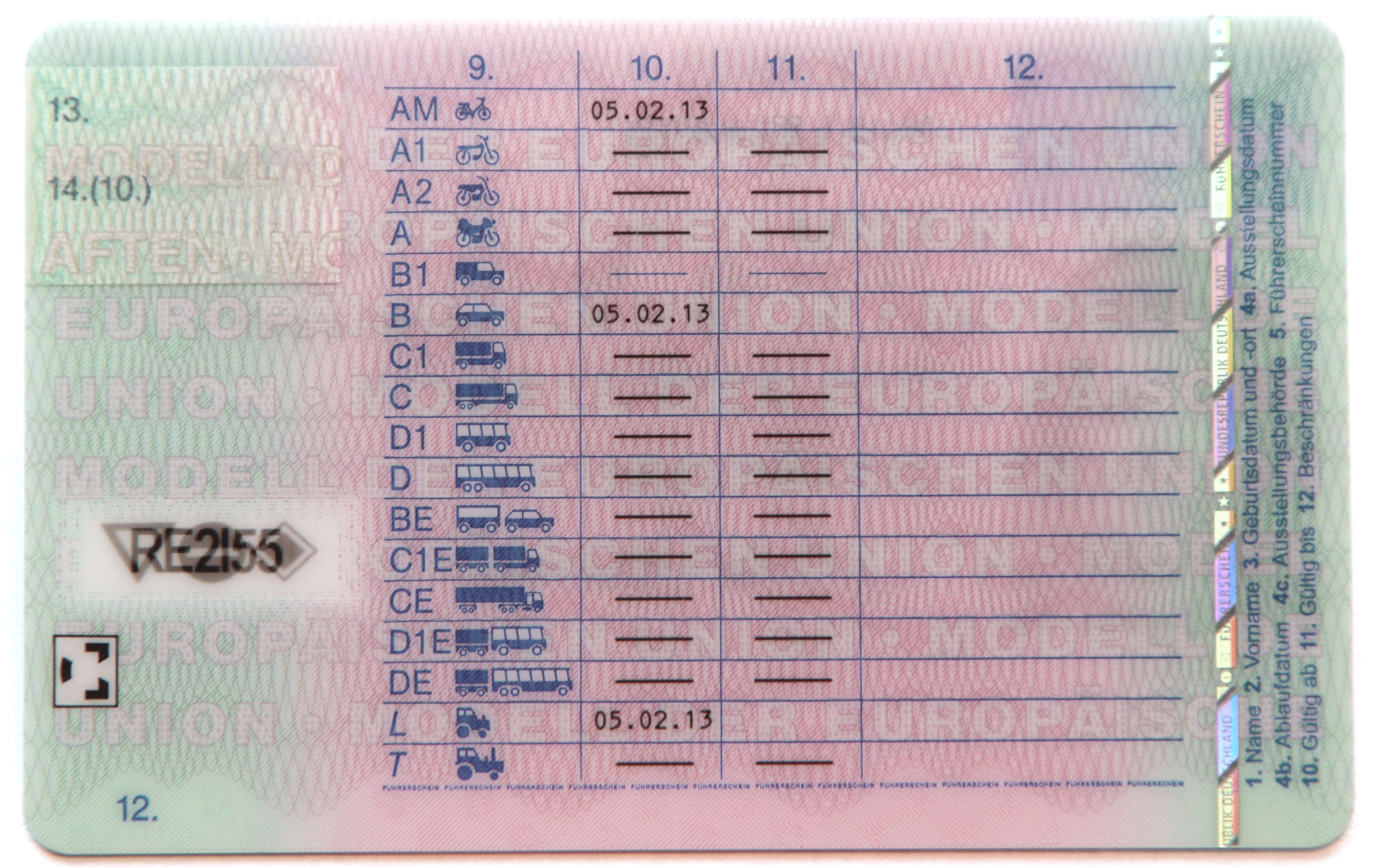
Niemcy (tył)
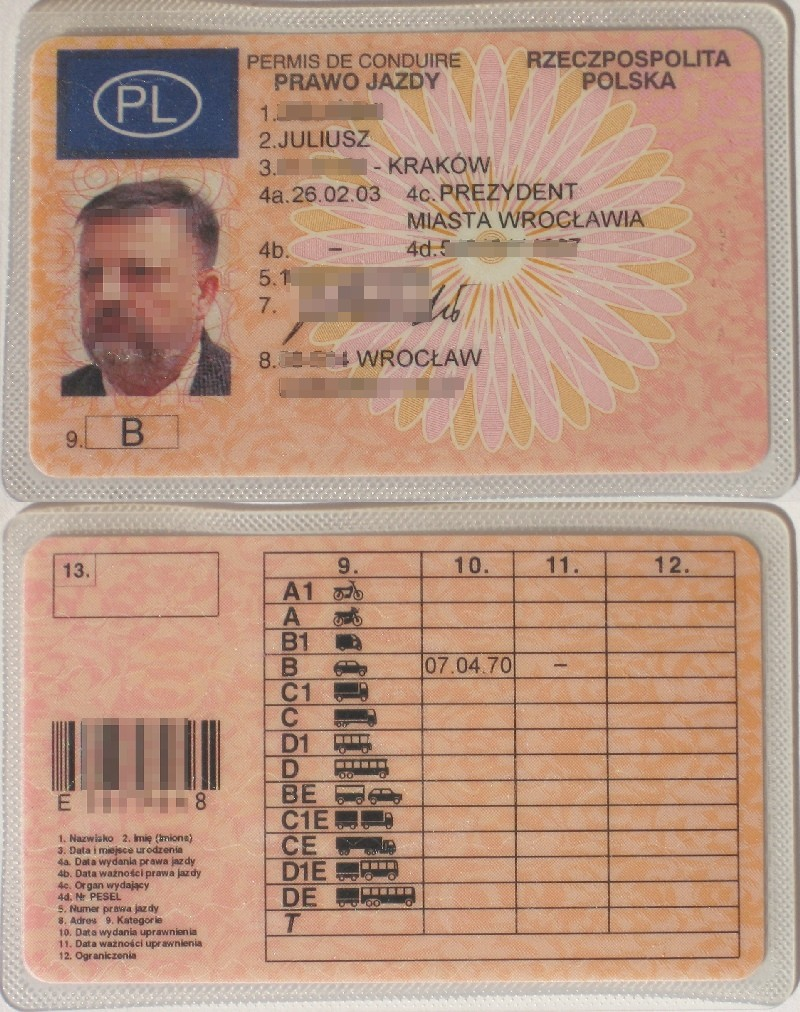
Polskie prawo jazdy według standardu UE z 1998, sprzed 1.05.2004
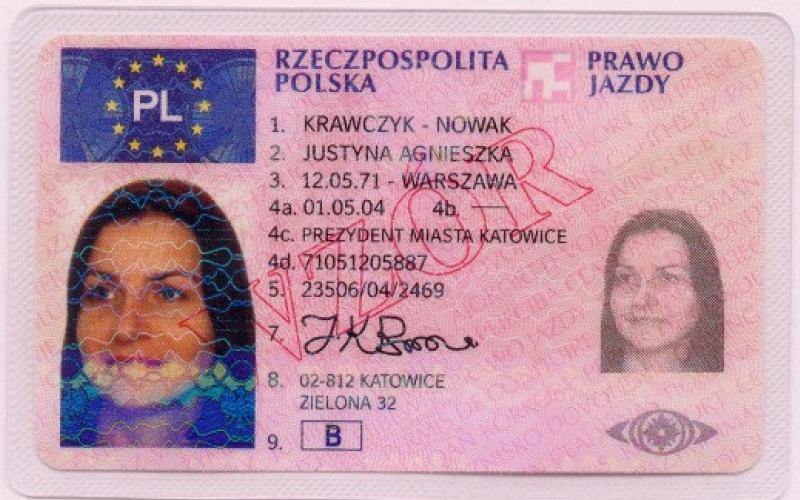
Polskie prawo jazdy według standardu UE po 1 maja 2004.
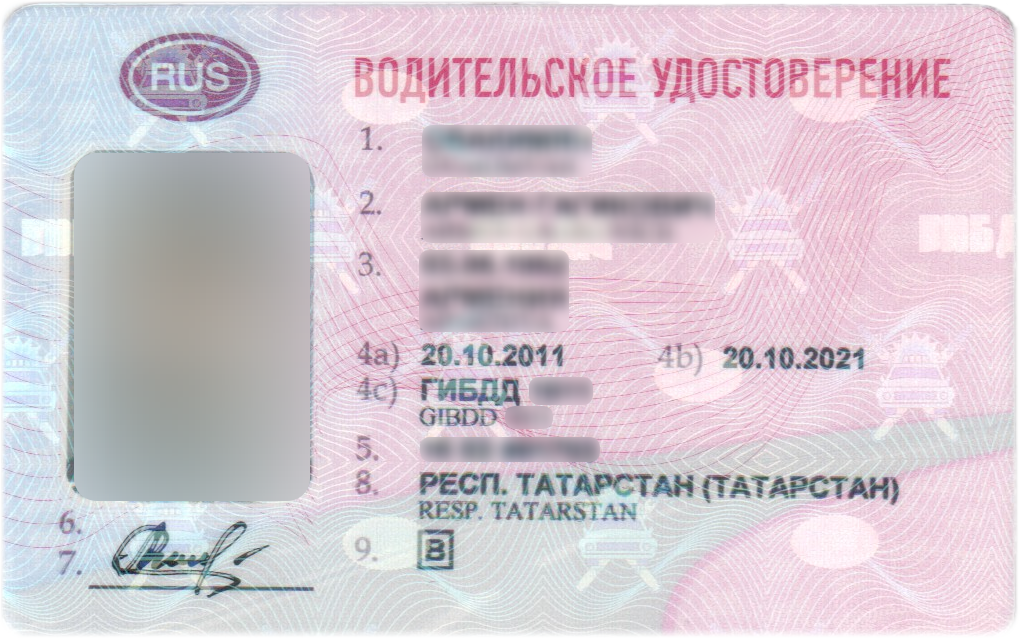
Rosja (przód)
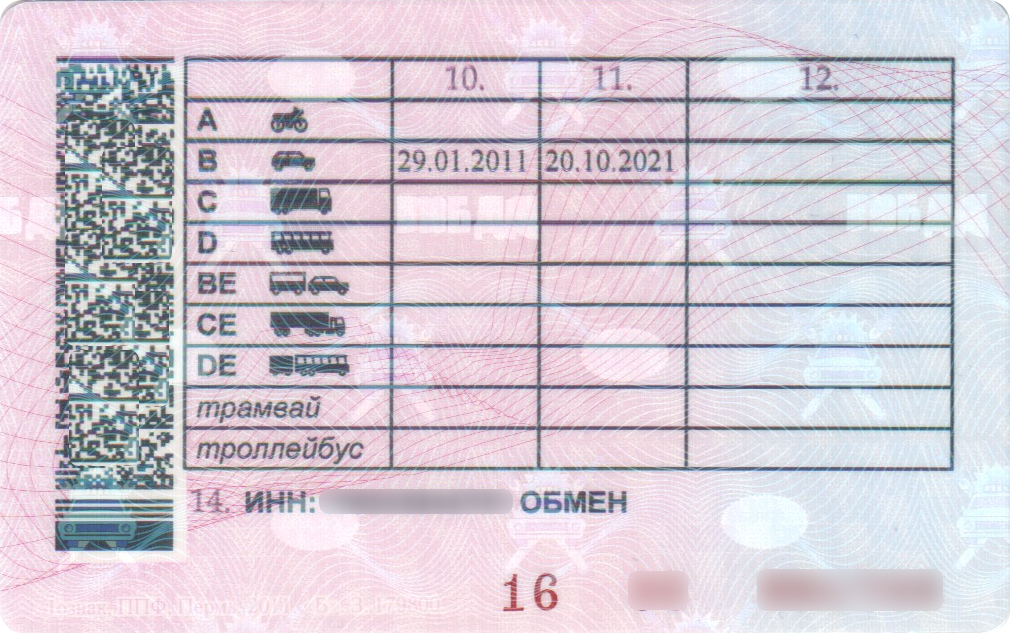
Rosja (tył)
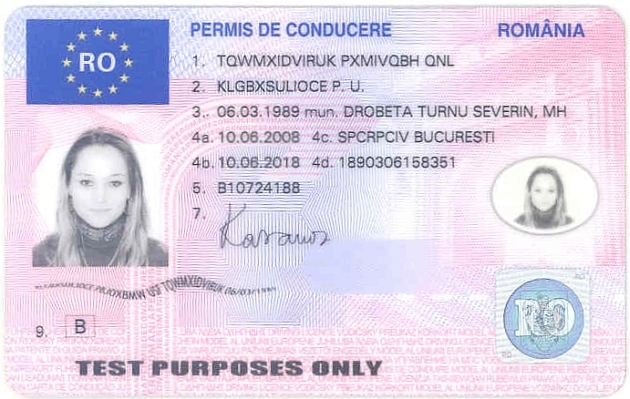
Rumunia (przód)
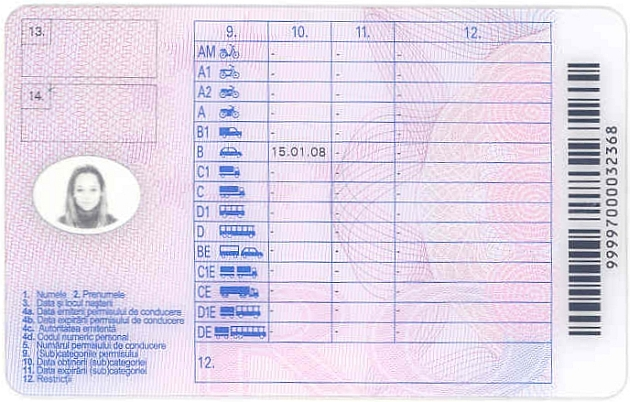
Rumunia (tył)
- Międzynarodowe prawo jazdy wydawane w Polsce zgodnie z Konwencją genewską
- Międzynarodowe prawo jazdy wydawane w Polsce zgodnie z Konwencją wiedeńską